# STS-7
STS-7 — космічний політ БТКК «Челленджер» за програмою «Спейс Шаттл», під час якого на орбіту було доставлено декілька супутників. Запуск відбувся 18 червня 1983 року з Космічного центру імені Кеннеді, а приземлення — 24 червня на авіабазі «Едвардс». STS-7 була сьомою місією за програмою «Спейс Шаттл» та другою місією «Челленджера». Місія є цікавою також і тим, що серед екіпажу була перша жінка-космонавт США Саллі Райд.

## Екіпаж
- Роберт Кріппен(2) (англ. Robert Laurel Crippen) — командир

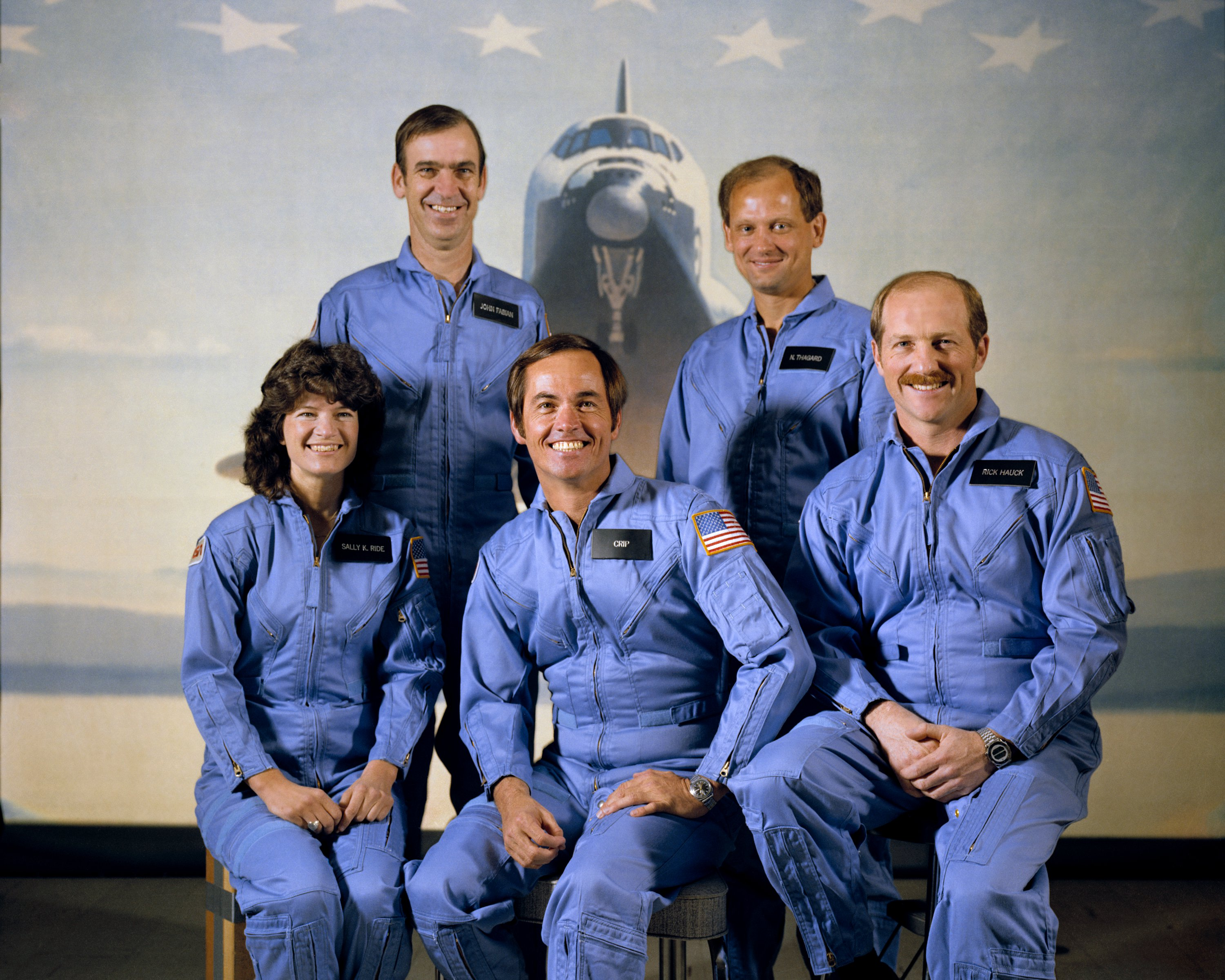
Екіпаж корабля зліва на право: Райд, Фабіан, Кріппен, Тагард, Хаук

- Фредерік Гоук (1) (англ. Frederick Hamilton "Rick" Hauck) — пілот
- Джон Фабіан (1) (англ. John McCreary Fabian) — спеціаліст за програмою польоту
- Саллі Райд (1) (англ. Sally Kristen Ride) — спеціаліст за програмою польоту
- Норман Тагард (1) (англ. Norman Earl Thagard) — спеціаліст за програмою польоту.

Перший у світі екіпаж з 5 чоловік. Вперше жінка на борту американського корабля.

## Параметри місії
- Маса:
  - під час зльоту: 113,025 кг
  - під час посадки: 92,550 кг
  - корисне навантаження: 16,839 кг
- Перигей: 299 км
- Апогей: 307 км
- Нахил орбіти: 28,3°
- Період: 90.6 min

## Інциденти

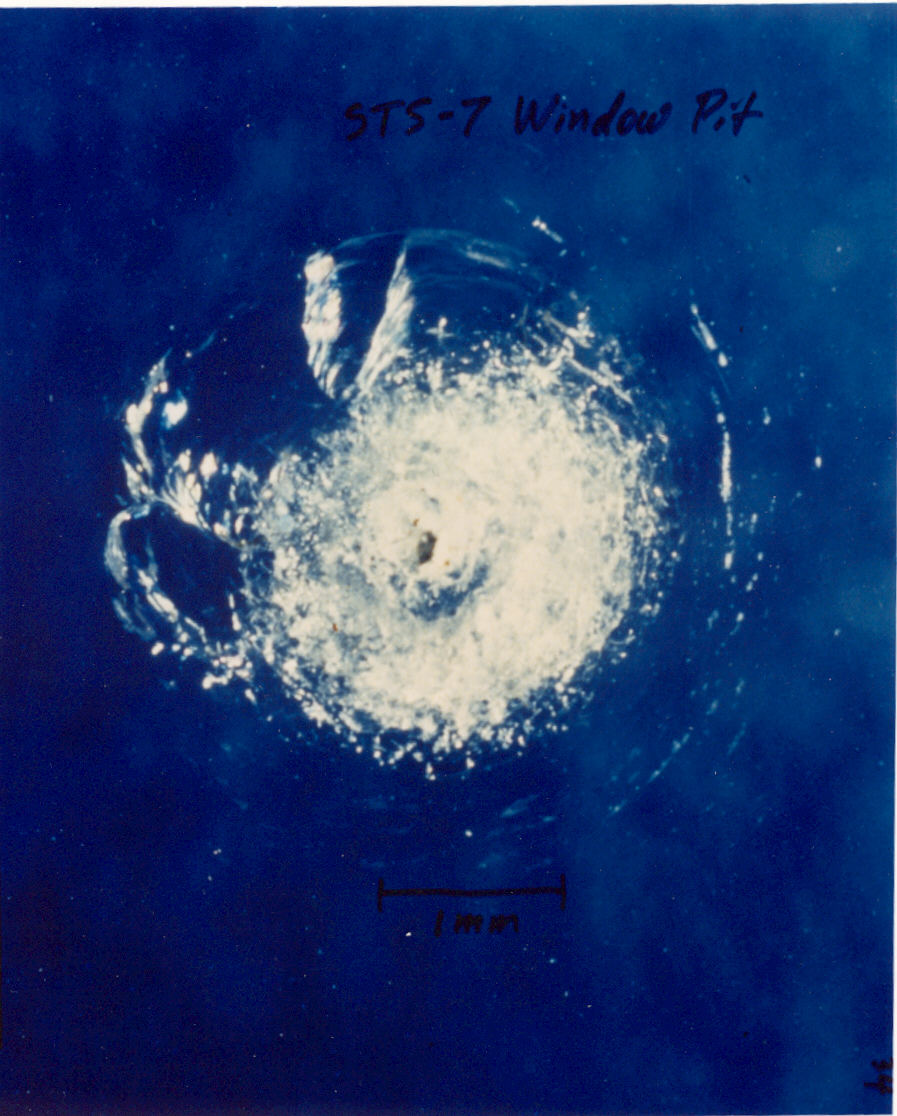
Пошкоджене вікно Шаттла

Коли «Челленджер» був на орбіті, одне з його вікон було пошкоджено космічним сміттям.

## Галерія

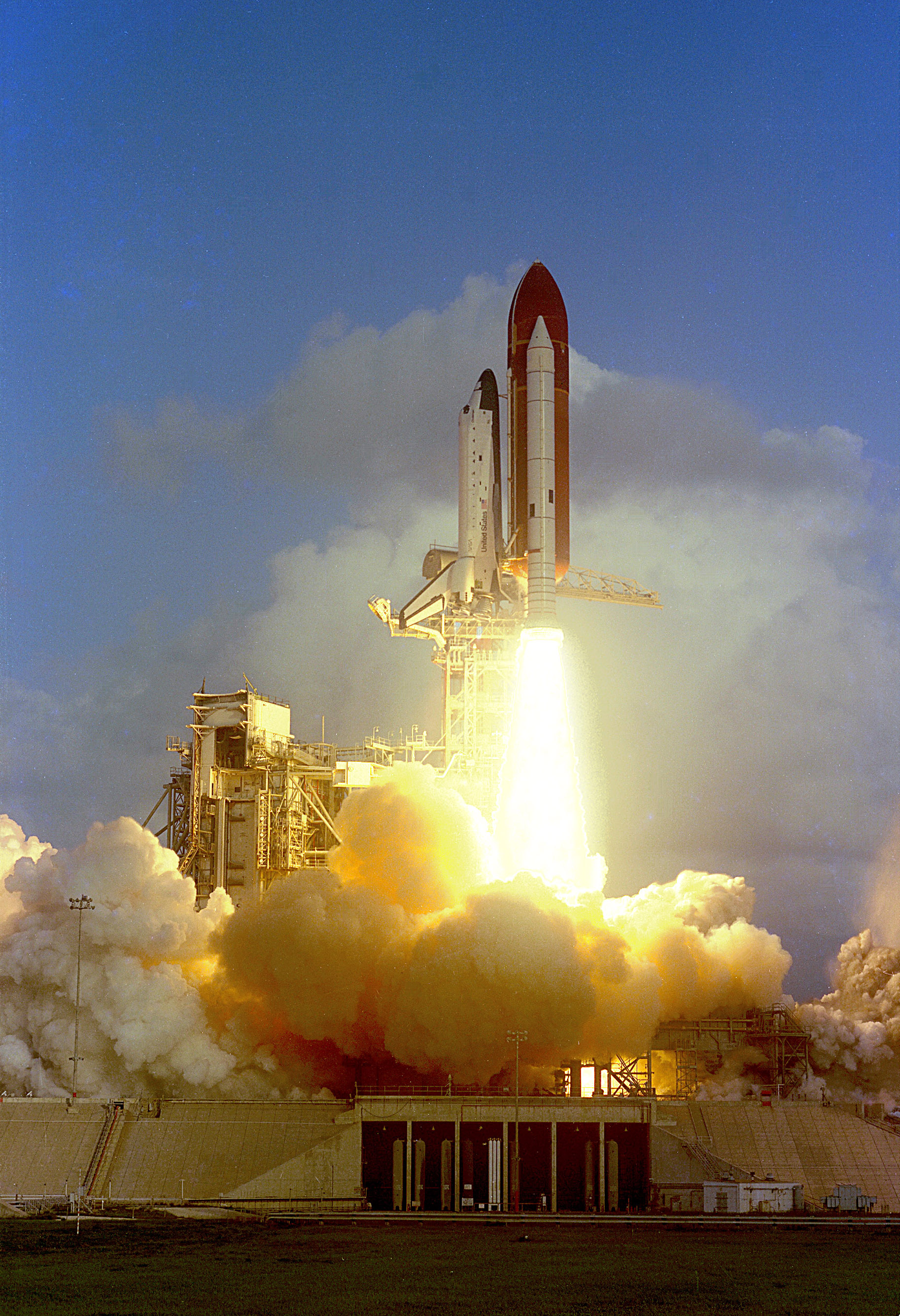
Другий зліт Челленджер
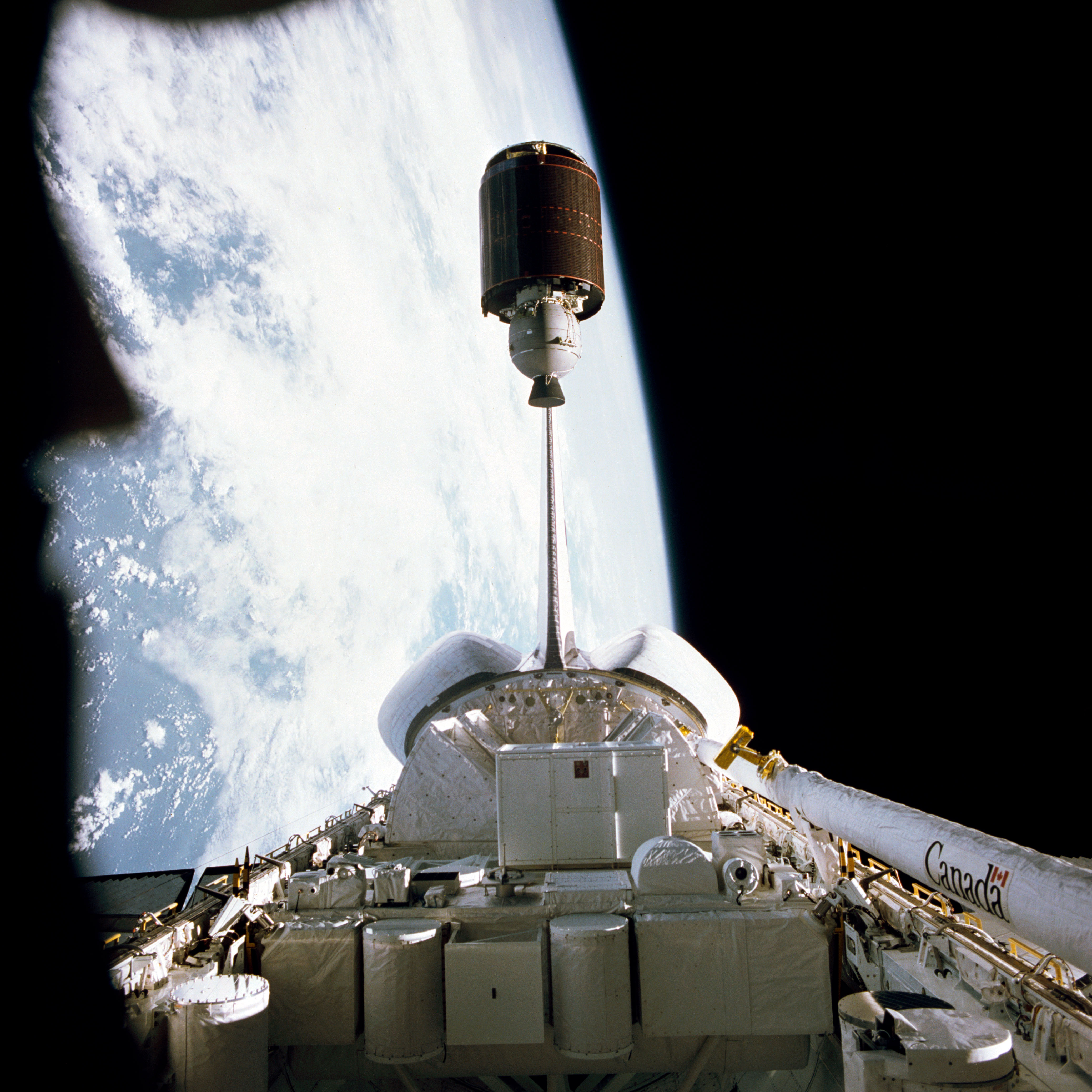
Розгортання «Палапа Б1» (англ. Palapa B1)
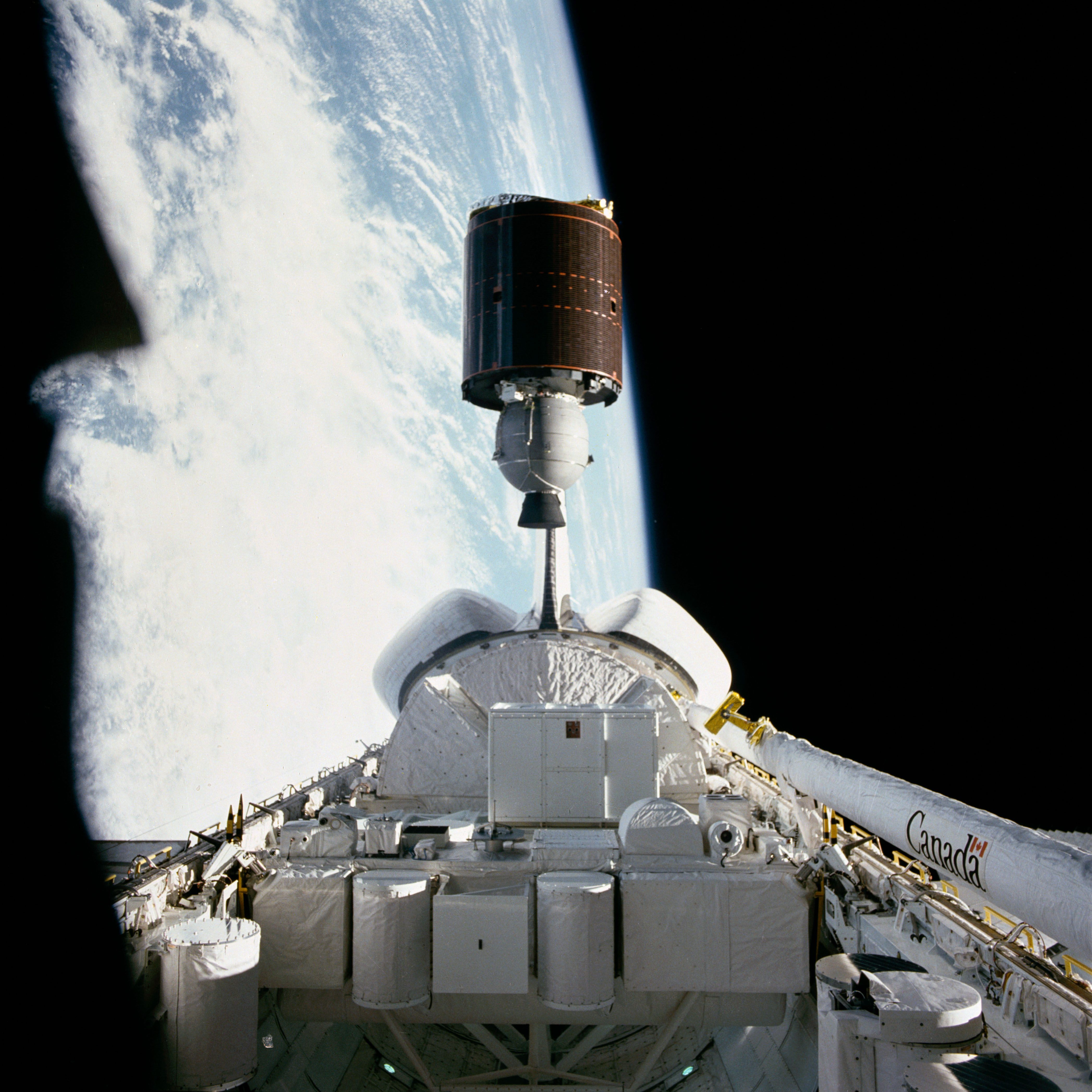
Розгортання  "Anik C2"
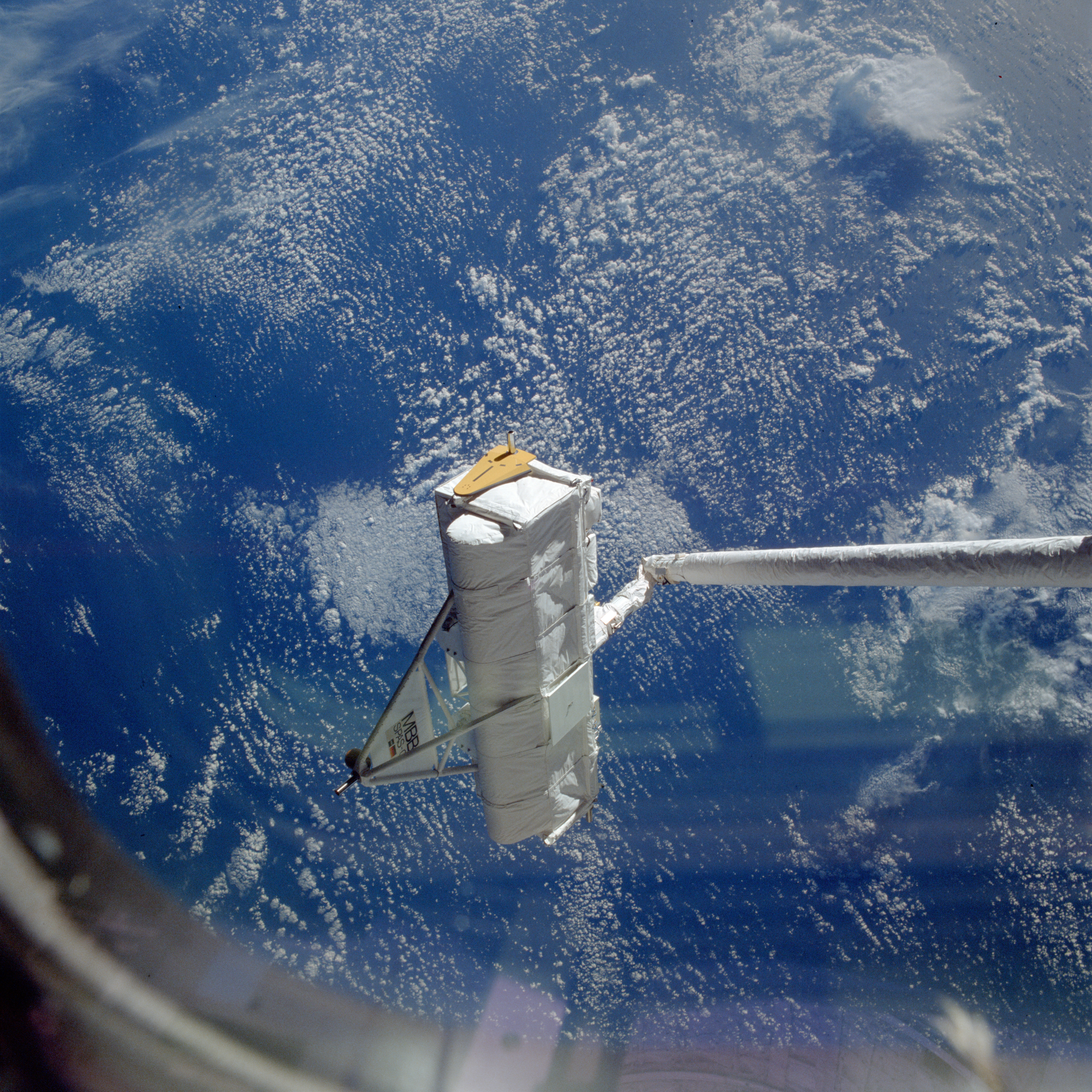
"SPAS-1" й Канадарм